# Arteo
Arteo (en griego antiguo: Ἀρταῖος|, en persa antiguo: R̥taya), es el legendario sexto rey de Media mencionado por Ctesias, que sucedió a Arbiano, y no a Sardanápalo. Arteo fue el padre de Artaqueas y Azanes. 

## Biografía
Durante su reinado, se produjo una disputa entre él y un tal Parsondas, que pidió a Arteo el cargo de sátrapa de Babilonia, cuyo sátrapa en ese momento era Nanaro, a quien Parsondas no apreciaba sólo por su aspecto. Tras varios intentos de arrebatar el poder a Nanaro con la ayuda de Artao, finalmente se ofendió por la decisión del rey y huyó a la tribu  de loscadusios con tres mil soldados de infantería y mil jinetes, donde se casó con la hermana de una de las personas más influyentes de aquellos parajes. Tras liderar la tribu de los cadusios, Parsondes derrotó a Artao y devastó Media. Al final de sus días «Parsondes» hizo un gran juramento de que ningún sucesor haría la paz con los medos; y así continuó la enemistad.